# Chthonius shulovi
Chthonius shulovi är en spindeldjursart som beskrevs av Beier 1963. Chthonius shulovi ingår i släktet Chthonius och familjen käkklokrypare. Inga underarter finns listade i Catalogue of Life.